# Djaloniella
Djaloniella, monotipski biljni rod iz porodice sirištarki. Jedina je vrsta D. ypsilostyla iz zapadne tropske Afrike,; jednogodišnja biljka iz Obale Bjelokosti i Gvineje.

## Opis
Rod je opisan u Taxon 12: 294. 1963.
D. ypsilostyla  je malena biljka koja raste po vlažnim staništima; cvijet je plav.

## Sinonimi
- Swertia caerulea A. Chev.